# 이즈미르 아드난 멘데레스 공항

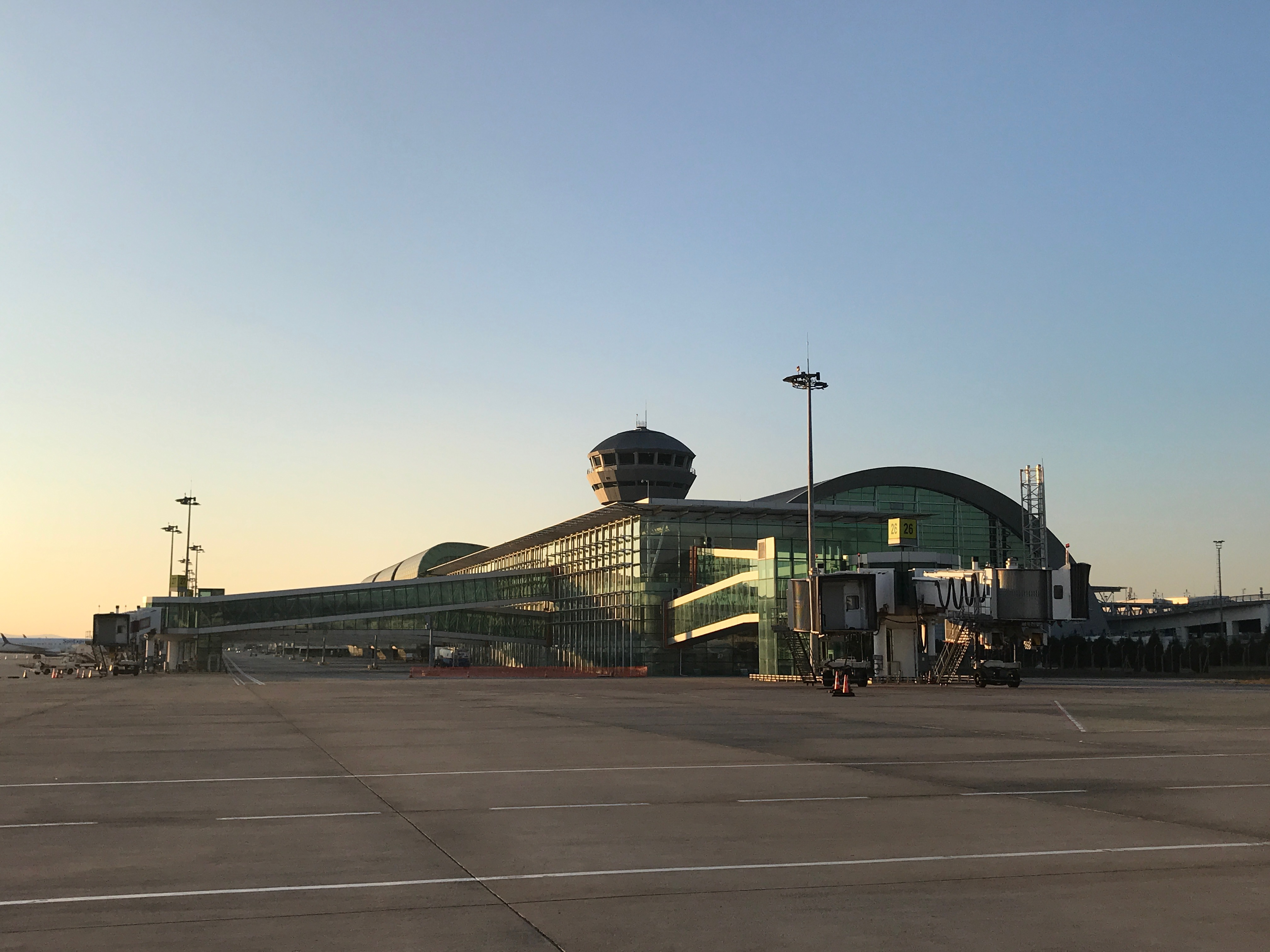

이즈미르 아드난 멘데레스 공항(İzmir Adnan Menderes Airport, IATA: ADB, ICAO: LTBJ, İzmir Adnan Menderes Havalimanı) 또는 아드난 멘데레스 공항은 이즈미르와 튀르키예의 주변 이즈미르주 대부분 지역을 관할하는 국제공항이다. 튀르키예의 전 총리 아드난 멘데레스의 이름을 따서 지어졌다.